# 臺中市立圖書館溪西分館
臺中市立圖書館溪西分館位於臺灣臺中市西屯區，為臺中市立圖書館的一座分館，是唯一能從台灣高鐵列車上看見的圖書館。

## 樓層規劃
| 臺中市立圖書館溪西分館 |                                                          |
| 樓層                   | 設施                                                     |
| 4                      | 機房                                                     |
| 3                      | 青少年閱覽區、視聽區、多功能活動室、資訊檢索區、影印服務 |
| 2                      | 開架閱覽區                                               |
| 1                      | 兒童閱覽區、嬰幼兒區、期刊報紙區、樂齡區、服務台         |